# 1383 en santé et médecine
| Années de la santé et de la médecine : 1380 - 1381 - 1382 - 1383 - 1384 - 1385 - 1386    |
| Décennies de la santé et de la médecine : 1350 - 1360 - 1370 - 1380 - 1390 - 1400 - 1410 |

Cet article présente les faits marquants de l'année 1383 en santé et médecine.

## Événements
- Mise en place d'une quarantaine pour les bateaux à Marseille, contre la propagation de la peste[1].
- Jean de Varey, précepteur des antonins de Strasbourg, fait construire un nouvel hôpital qu'il pourvoie d'« un autel solennel pour dire des messes pour les estropiés et malades, lesquels pourront commodément voir et entendre la messe dans leurs lits, ce qu'ils ne pouvaient faire ci-devant[2] ».
- Douze laïcs fondent à Quiers, en Piémont, l'hôpital de la Vierge Marie[3].
- À Castelnuovo (it), dans le val d'Arno en Italie, Michelis de Nuti lègue sa maison « avec son lit et tous les meubles », pour en faire un hôpital « pour recevoir les pauvres du Christ[4] ».

## Décès
- Jean Boutin (né à une date inconnue), maître en médecine avant 1378, proviseur du collège d'Harcourt, Premier médecin du roi Charles VI[5].
- Geoffroy Le Marhec (né à une date inconnue), originaire du diocèse de Saint-Brieuc, maître en médecine à Paris en 1349 et maître en théologie en 1357, devenu évêque de Quimper[6],[7].
- Après 1383 : Wang Lü (né en 1332), peintre et médecin chinois[8],[9].